# Сатурн (премия, 1985)
12-я церемония вручения наград премии «Сатурн» за заслуги в области фантастики, фэнтези и фильмов ужасов за 1984 год состоялась 9 июня 1985 года.

## Победители и номинанты
Победители указаны первыми, выделены жирным шрифтом и  отдельным цветом. 

### Основные категории
| Категория                          | Лауреаты и номинанты                                                                                   | Лауреаты и номинанты                                                                     |
| ---------------------------------- | --- | ---------------------------------------------------------------------------------------- |
| Лучший научно-фантастический фильм | • Терминатор / The Terminator                                                                          | • Терминатор / The Terminator                                                            |
| Лучший научно-фантастический фильм | • Дюна / Dune                                                                                          |                                                                                          |
| Лучший научно-фантастический фильм | • Человек со звезды / Starman                                                                          |                                                                                          |
| Лучший научно-фантастический фильм | • Космическая одиссея 2010 / 2010: The Year We Make Contact                                            |                                                                                          |
| Лучший научно-фантастический фильм | • Звёздный путь 3: В поисках Спока / Star Trek III: The Search for Spock                               |                                                                                          |
| Лучший фильм-фэнтези               | • Охотники за привидениями / Ghost Busters                                                             | • Охотники за привидениями / Ghost Busters                                               |
| Лучший фильм-фэнтези               | • Грейстоук: Легенда о Тарзане, повелителе обезьян / Greystoke: The Legend of Tarzan, Lord of the Apes |                                                                                          |
| Лучший фильм-фэнтези               | • Индиана Джонс и храм судьбы / Indiana Jones and the Temple of Doom                                   |                                                                                          |
| Лучший фильм-фэнтези               | • Бесконечная история / нем. Die unendliche Geschichte / англ. The NeverEnding Story                   |                                                                                          |
| Лучший фильм-фэнтези               | • Всплеск / Splash                                                                                     |                                                                                          |
| Лучший фильм ужасов                | • Гремлины / Gremlins                                                                                  | • Гремлины / Gremlins                                                                    |
| Лучший фильм ужасов                | • Бегство от сна / Dreamscape                                                                          |                                                                                          |
| Лучший фильм ужасов                | • Воспламеняющая взглядом / Firestarter                                                                |                                                                                          |
| Лучший фильм ужасов                | • Кошмар на улице Вязов / A Nightmare on Elm Street                                                    |                                                                                          |
| Лучший фильм ужасов                | • Чудовище / Creature                                                                                  |                                                                                          |
| Лучший актёр                       | Джефф Бриджес                                                                                          | • Джефф Бриджес — «Человек со звезды» (за роль человека со звезды)                       |
| Лучший актёр                       | Джефф Бриджес                                                                                          | • Джордж Бёрнс — «О, Боже! Ты дьявол» (за роль Бога / Гарри О. Тофета)                   |
| Лучший актёр                       | Джефф Бриджес                                                                                          | • Харрисон Форд — «Индиана Джонс и храм судьбы» (за роль Индианы Джонса)                 |
| Лучший актёр                       | Джефф Бриджес                                                                                          | • Арнольд Шварценеггер — «Терминатор» (за роль Терминатора)                              |
| Лучший актёр                       | Джефф Бриджес                                                                                          | • Уильям Шетнер — «Звёздный путь 3: В поисках Спока» (за роль адмирала Джеймса Т. Кирка) |
| Лучшая актриса                     | | • Дэрил Ханна — «Всплеск» (за роль русалки / Мэдисон)                                    |
| Лучшая актриса                     | • Карен Аллен — «Человек со звезды» (за роль Дженни Хайден)                                            |                                                                                          |
| Лучшая актриса                     | • Нэнси Аллен — «Филадельфийский эксперимент» (за роль Эллисон Хейс)                                   |                                                                                          |
| Лучшая актриса                     | • Линда Хэмилтон — «Терминатор» (за роль Сары Коннор)                                                  |                                                                                          |
| Лучшая актриса                     | • Хелен Слейтер — «Супердевушка» (за роль Кары Зор-Эль / Супердевушки / Линды Ли)                      |                                                                                          |
| Лучший актёр второго плана         | | • Трейси Уолтер — «Конфискатор» (за роль Миллера)                                        |
| Лучший актёр второго плана         | • Джон Кэнди — «Всплеск» (за роль Фредди Бауэра)                                                       |                                                                                          |
| Лучший актёр второго плана         | • Джон Литгоу — «Приключения Бакару Банзая» (за роль лорда Джона Ворфина / д-ра Эмилио Лизардо)        |                                                                                          |
| Лучший актёр второго плана         | • Дик Миллер — «Гремлины» (за роль Мюррея Фаттермана)                                                  |                                                                                          |
| Лучший актёр второго плана         | • Роберт Престон — «Последний звёздный боец» (за роль Центаури)                                        |                                                                                          |
| Лучшая актриса второго плана       | | • Полли Холлидей — «Гремлины» (за роль Руби Дигл)                                        |
| Лучшая актриса второго плана       | • Кёрсти Элли — «Бунт роботов» (за роль Джеки)                                                         |                                                                                          |
| Лучшая актриса второго плана       | • Джудит Андерсон — «Звёздный путь 3: В поисках Спока» (за роль Верховной жрицы Вулкана)               |                                                                                          |
| Лучшая актриса второго плана       | • Грейс Джонс — «Конан-разрушитель» (за роль Зулы)                                                     |                                                                                          |
| Лучшая актриса второго плана       | • Мэри Воронов — «Ночь кометы» (за роль Одри)                                                          |                                                                                          |
| Лучший молодой актёр или актриса   | | • Ноа Хэтэуэй — «Бесконечная история» (за роль Атрейю)                                   |
| Лучший молодой актёр или актриса   | • Дрю Бэрримор — «Воспламеняющая взглядом» (за роль Чарли МакГи)                                       |                                                                                          |
| Лучший молодой актёр или актриса   | • Джейсу Гарсия — «Кошмар на улице Вязов» (за роль Рода Лейна)                                         |                                                                                          |
| Лучший молодой актёр или актриса   | • Кори Фельдман — «Гремлины» (за роль Пита Фонтейна)                                                   |                                                                                          |
| Лучший молодой актёр или актриса   | • Куан Ке Хюи — «Индиана Джонс и храм судьбы» (за роль «Коротышки»)                                    |                                                                                          |
| Лучший режиссёр                    | Джо Данте                                                                                              | • Джо Данте за фильм «Гремлины»                                                          |
| Лучший режиссёр                    | Джо Данте                                                                                              | • Джеймс Кэмерон — «Терминатор»                                                          |
| Лучший режиссёр                    | Джо Данте                                                                                              | • Рон Ховард — «Всплеск»                                                                 |
| Лучший режиссёр                    | Джо Данте                                                                                              | • Леонард Нимой — «Звёздный путь 3: В поисках Спока»                                     |
| Лучший режиссёр                    | Джо Данте                                                                                              | • Стивен Спилберг — «Индиана Джонс и храм судьбы»                                        |
| Лучший сценарий                    | | • Джеймс Кэмерон и Гэйл Энн Хёрд — «Терминатор»                                          |
| Лучший сценарий                    | • Эрл Мэк Роч — «Приключения Бакару Банзая: Через восьмое измерение»                                   |                                                                                          |
| Лучший сценарий                    | • Крис Коламбус — «Гремлины»                                                                           |                                                                                          |
| Лучший сценарий                    | • Уиллард Хайк и Глория Катц — «Индиана Джонс и храм судьбы»                                           |                                                                                          |
| Лучший сценарий                    | • Александр Кокс — «Конфискатор»                                                                       |                                                                                          |
| Лучшая музыка                      | | • Джерри Голдсмит — «Гремлины»                                                           |
| Лучшая музыка                      | • Ральф Бёрнс — «Маппеты завоёвывают Манхэттен»                                                        |                                                                                          |
| Лучшая музыка                      | • Джорджо Мородер, Клаус Дольдингер — «Бесконечная история»                                            |                                                                                          |
| Лучшая музыка                      | • Мишель Коломбье — «Пурпурный дождь»                                                                  |                                                                                          |
| Лучшая музыка                      | • Брэд Фидель — «Терминатор»                                                                           |                                                                                          |
| Лучшие костюмы                     | • Боб Рингвуд — «Дюна»                                                                                 | • Боб Рингвуд — «Дюна»                                                                   |
| Лучшие костюмы                     | • Джон Молло — «Грейстоук: Легенда о Тарзане, повелителе обезьян»                                      |                                                                                          |
| Лучшие костюмы                     | • Энтони Пауэлл — «Индиана Джонс и храм судьбы»                                                        |                                                                                          |
| Лучшие костюмы                     | • Роберт Флетчер — «Звёздный путь 3: В поисках Спока»                                                  |                                                                                          |
| Лучшие костюмы                     | • Патриция Норрис — «Космическая одиссея 2010»                                                         |                                                                                          |
| Лучший грим                        | • Стэн Уинстон — «Терминатор»                                                                          | • Стэн Уинстон — «Терминатор»                                                            |
| Лучший грим                        | • Джанетто Де Росси — «Дюна»                                                                           |                                                                                          |
| Лучший грим                        | • Грег Ла Кава — «Гремлины»                                                                            |                                                                                          |
| Лучший грим                        | • Том Смит — «Индиана Джонс и храм судьбы»                                                             |                                                                                          |
| Лучший грим                        | • Роберт Дж. Шиффер — «Всплеск»                                                                        |                                                                                          |
| Лучшие спецэффекты                 | • Крис Уолас — «Гремлины»                                                                              | • Крис Уолас — «Гремлины»                                                                |
| Лучшие спецэффекты                 | • Бэрри Нолан — «Дюна»                                                                                 |                                                                                          |
| Лучшие спецэффекты                 | • Ральф Уинтер — «Звёздный путь 3: В поисках Спока»                                                    |                                                                                          |
| Лучшие спецэффекты                 | • Лоуренс Э. Бенсон — «Чудовище»                                                                       |                                                                                          |
| Лучшие спецэффекты                 | • Ричард Эдланд — «Космическая одиссея 2010»                                                           |                                                                                          |

### Специальные награды
| Премия Джорджа Пала (George Pal Memorial Award) | • Дуглас Трамбулл |
| Президентская премия (President’s Award)        | • Джек Арнольд    |